# Laïko
Laïko is een muziekstijl uit Griekenland. Laïko betekent grofweg  'muziek van de mensen'  of  'populaire muziek' . Het is een van de populairste muziekstijlen in Griekenland door de combinatie van typisch Griekse thema's en instrumenten met moderne westerse popmuziek.

## Oorsprong
Laïko ontstond in de jaren 30 van de 20e eeuw als reactie op Griekse folkmuziek. Laïko was sneller en had minder zware onderwerpen zoals liefde, de zon en genieten van het leven. Het sloeg aan bij de lagere klassen in de Griekse samenleving die niet zoveel hadden met de verheven, klassieke muziek die die periode domineerde.
Het genre bleef ongeveer hetzelfde voor de volgende 30 jaar. In de jaren 60 en 70 veranderde het genre geleidelijk, waarna de stijl van de jaren 30 de naam laïko tragoudi kreeg. Wat in de jaren 60 en 70 ontstond, kreeg de naam klassiek laïko. Dit genre werd gedomineerd door zangeressen die ballades zongen met lange uithalen en een laag tempo.

## Moderne laïko
Sinds de jaren 80 is laïko geëvolueerd door invloeden van westerse popmuziek. De muziek is snel, aanstekelijk en wordt vaak met drumcomputers gecomponeerd. Deze stijl wordt vaak moderne laïko genoemd, maar deze term is controversieel. Griekse muziekkenners vinden dat het genre zo ver verwijderd is van de originele laïko-sound dat het niet dezelfde naam zou moeten krijgen. Desondanks is moderne laïko de populairste muziekstijl in Griekenland. Voor het Eurovisiesongfestival stuurt Griekenland vaak laïko-inzendingen, zoals Giorgos Alkaio in 2010 en Koza Mostra in 2013, welke beiden tweede werden in hun finale.